# Mormonia vidua
Mormonia vidua är en fjärilsart som beskrevs av Achille Guenée 1852. Mormonia vidua ingår i släktet Mormonia och familjen nattflyn. Inga underarter finns listade i Catalogue of Life.